# HD122811
HD122811 — хімічно пекулярна зоря спектрального класу B8, що має видиму зоряну величину в смузі V приблизно  9,0.
Вона  розташована на відстані близько 591,9 світлових років від Сонця.

## Пекулярний хімічний склад
Зоряна атмосфера HD122811 має підвищений вміст 
Si
.